# PCO2

二氧化碳分子

pCO2（或PCO2），是二氧化碳（CO2）的分压，通常用于描述血液的相关信息。动脉血的分压写作{\displaystyle P_{a_{{\ce {CO2}}}}}。
pCO2是一个反映呼吸功能和血液酸碱平衡的一个重要指标。

## 血液中的值
- 正常范围为35－45 mmHg。